# Rhapsody in Blue

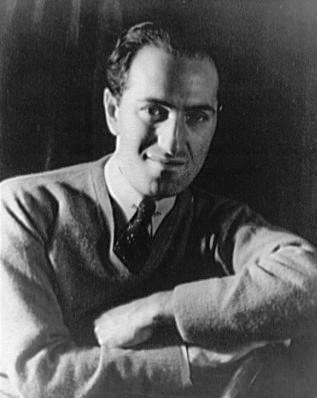
George Gershwin 1937-ben

A Rhapsody in Blue (Kék rapszódia) George Gershwin amerikai zeneszerző legnépszerűbb szerzeménye, a dzsessz és a klasszikus zene egyesítésének egyik leghatásosabb darabja. A mű eredetileg zongorára és dzsesszegyüttesre íródott, amit Ferde Grofé hangszerelt szimfonikus zenekarra. Elképzelhetetlen sikerű bemutatója – Gershwin zongorajátékával – 1924-ben volt New Yorkban. A dzsesszkorszak életérzését kifejező rapszódia nemcsak Gershwin egyik legismertebb műve, hanem a dzsesszkorszakként definiált kor egyik kulcskompozíciója is, mely Amerika zenetörténetében egy új korszakot nyitott. Az American Heritage magazin újságírója, Frederic D. Schwarz szerint a darab nyitó klarinét glissandója a hallgató számára azonnal felismerhetővé teszi a művet, akárcsak Beethoven 5. szimfóniájának híres pár kezdőhangja.

## Története

### A mű születése
A rapszódia Paul Whiteman zenekarvezető felkérésére született. 1923-ban kérte fel Gershwint egy olyan darab megírására, amely hatásosan szerepelhetne egy hangversenyen, a koncert időpontja egybeesett Abraham Lincoln születésnapjával. Másik forrás szerint a komponista a New York Herald Tribune egyik cikkéből értesült arról, hogy a nevezett hangversenyen egy Gershwin-művet, mégpedig egy nagy dzsessz-koncertet is be fognak mutatni. Valójában mindkét hír igaz: Paul Whiteman még 1923 közepén kérte fel Gershwint a darab megírására, csakhogy a komponista elfeledkezett róla. Így aztán valóban a nevezett lap 1924. január 4-ei számából értesült róla, hogy ő éppen egy rövidesen bemutatandó zeneművön dolgozik. Bárhogy is volt, tény, hogy rendkívül rövid idő állt a rendelkezésére: mindössze három hét. Gershwin először egy szimfonikus blues-ra gondolt, végül a rapszódia műfajt választotta, mert ebben szabadabban kezelhette a dzsessz és a klasszikus zene jellegzetességeit. 
„Sokan beszéltek a dzsessz határairól, teljesen félreértve annak funkcióit. Azt mondták, hogy a dzsessznek határozott üteműnek kell lennie, és táncritmushoz kell kapcsolódnia. Elhatároztam, hogyha lehet, ezt a félreértést egyetlen csapással eloszlatom – így ültem neki a szokatlanul gyors komponálásnak.” – mondta.
A téma megtalálásában Ira, Gershwin bátyja volt segítségére, akivel közösen találtak Gershwin vázlatfüzetében egy alkalmas motívumot. A darab tervezett címe „American Rhapsody” volt, végül mégis a „Rhapsody in Blue” címet választotta. A blue direkt angol jelentése 'kék', az amerikai angolban azonban szomorúságot, levertséget, rosszkedvet is jelentett, így a magyar fordításban gyakran előforduló „Kék rapszódia” ha nem is helytelen, de semmiképpen sem fejezi ki az angol cím eredeti hangulatát.
Gershwin először a kétzongorás változattal készült el (a második zongora a zenekart képviselte). A hangszerelést Ferde Grofé végezte, aki szinte laponként kapta a nyers kottát Gershwintől. A hangszerelést Grofé zongorára és dzsessz-zenekarra készítette el (egy héttel a bemutató előtt fejezte be), a ma ismert szimfonikus zenekari változat csak később született.

### A premier

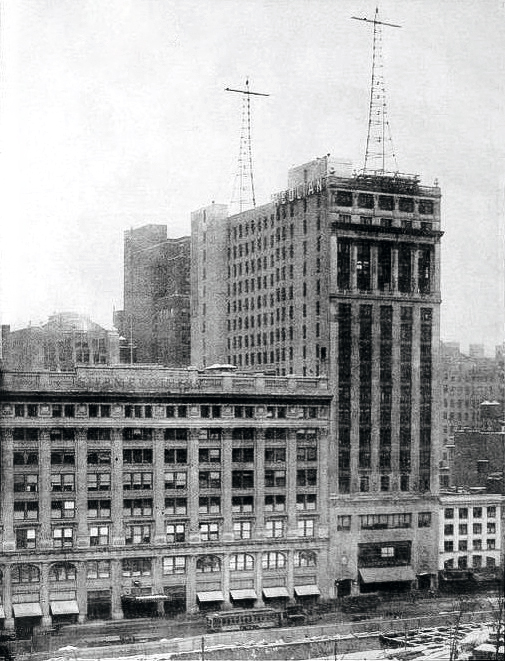
Aeolian Hall (Manhattan) fotója 1923-ban – a mű bemutatójának helyszíne

A bemutató a rendkívül rangos Aeolian Hallban volt, egy havas keddi délután, 1924. február 12-én előkelő közönség előtt. Az „Experimentális Modern Zene”-ként meghirdetett koncertet Paul Whiteman és zenekara, a Palais Royal Orchestra adta a zsúfolásig megtelt teremben. A hallgatóság soraiban ott ült Rahmanyinov, Stravinsky, Stokowski, Heifetz, Elman, Kreisler, ill. Carl Van Vechten, John Philip Sousa, Walter Damrosch és sokan mások, többek közt varietézenészek, menedzserek, a Tin Pan Alley kiadói, zeneszerzői, szimfonikus zenészek, operasztárok és flapperek.
A koncert előtti felvezetőben Whiteman menedzsere pusztán oktató célúnak nevezte azt. A kiválasztott kompozíciók dallamai, harmóniái, ritmusképletei szándékuk szerint a fiatal, fáradhatatlan kor emocionális forrásai mellett tették le voksukat. A hosszúra nyúló koncertprogram 26 különböző tételből állt, ezeket két részre osztották, a művek címei között ilyenek szerepeltek, mint „A dzsessz igazi formája”, „Kontrasztként, a szabályos hangszerelés vs. dzsesszhangszerelés”. A programfüzet szerint Gershwin rapszódiája utolsó előtti műként hangzott el Elgar Ünnepi és alkalmi indulók no. 1. c., már ismert darabja előtt.
A program több kezdeti darabja lefárasztotta a hallgatóságot, a teremben a ventilátor rosszul működött, így sokan még Gershwin műve előtt a távozás mellett döntöttek. A közönség nyugtalan volt, egészen a Rhapsody in Blue elején a klarinét glissando megszólalásáig. A rapszódiát Whiteman 23 fős zenekara Gershwin zongorajátékával adta elő, a szerző a zongoraszólót részben improvizálva játszotta, a zenekar a bólintására figyelt, mikor léphet be. Gershwin a zongoraszólamot csak az előadás után kottázta le, így máig ismeretlen, eredetileg hogyan is hangzott el.

### Közönség fogadtatása
A befejezést követően a közönség tomboló lelkesedéssel fogadta Gershwin kompozícióját, teljesen meglepő módon a koncert végül minden szempontból – a pénzügyieket kivéve – átütő erejűvé sikeredett. Így vált – a rapszódia premierjének köszönhetően – történelmi jelentőségűvé.
A bemutató sikerét követően újabb előadások születtek, Nagy-Britanniában a Rhapsody in Blue bemutatója 1925. június 15-én volt Londonban a Savoy Hotelben, amit a BBC élőben közvetített, majd 1926. április 11-én a Royal Albert Hallban, ezt az előadást a His Master's Voice lemezre is vette, bár nem adta ki.
1927 végére Whiteman jazz-bandje a rapszódiát megközelítőleg 84-szer adta elő, a felvételt egymillió példányban adták el. A teljes mű két lemezoldalon fért el, úgy, hogy a koncertelőadáshoz képest valamivel gyorsabban játszották.

### Kritikai fogadtatása
Annak ellenére, hogy a közönség meleg fogadtatásban részesítette, a professzionális kritika megosztó volt. Pitts Sanborn neves zenekritikus szerint „a darab ígéretes témával indul, de hamarosan üres futamokba, értelmetlen ismétlésekbe fordul…”, mások szentimentális harmóniafűzést emlegettek. Több kritikus kifejezetten negatívan ítélte meg a művet. Az egyik Wagner-rajongó zenekritikus, Lawrence Gilman a New-York Tribune 1924. febr. 13-i számában álmatagnak, hatástalannak tartotta:
"A dzsessz alapvetően egyféle ritmus plusz hangszerelés. Viszont számunkra úgy tűnik, ez a zene csak félig él, mivel a ritmus fantasztikus vitalitása és a hangszerelés élénk színei nem állnak összhangban a dallam és a harmónia vérszegénységével ... bár a Whiteman-koncertnek még így is a rapszódia volt a legambiciózusabb darabja."
Más beszámolók sokkal pozitívabbak voltak. Samuel Chotzinoff a New York World zenekritikusa szerint a kompozíció igazi hölgyként szólaltatja meg a dzsesszt, Henrietta Strauss, a The Nation újságírója szerint Gershwin a zenetörténet új korszakát nyitotta meg. Olin Downes a The New York Timesban a koncertről beszámolva így ír:
”Ez a kompozíció különleges tehetségre utal, egy fiatal zeneszerző tűnik fel teli célokkal, melyek messze túlmennek saját közegén, küszködik a formákkal, melynek messze nem mestere… mindezek ellenére önmagát jelentősen, összességében egészen eredeti formában fejezi ki … az első téma nem táncjellegű, hanem egy gondolat, vagy több zenei gondolat egymásba kapcsolva eltérő, kontrasztáló ritmusokkal, ami azonnal magával ragadja a hallgatót … A második téma Mr. Gershwin néhány kollegájának stílusát követi. A tuttik túl hosszúak, a kadenciák is túl hosszúak, a zárórész nagymértékben nélkülözi az erőteljességet és emelkedettséget, ami könnyen megszülethetett volna, ha jobban elő van készítve, ezzel együtt a közönség el volt ragadtatva, sok edzett koncertjáró fogadta izgatottan egy ifjú tehetség önmagára találását.”
Általánosságban a zenekritikusok megítélése szerint Gershwin a formai elvárásokat figyelmen kívül hagyta, a szerző a dallamrészeket ad hoc fűzte egybe,

## Hangszerelés

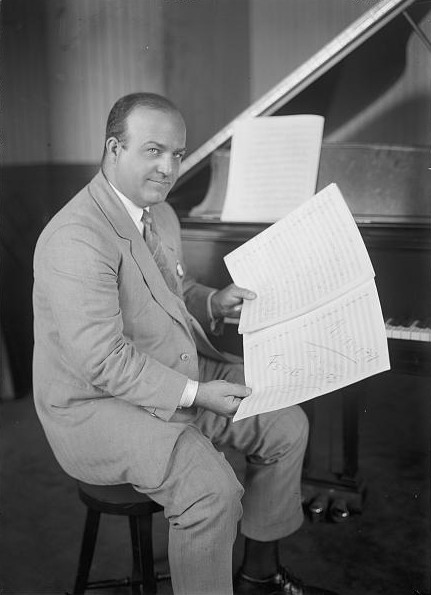
Ferde Grofé, a Rhapsody in Blue eredeti változata hangszerelője

Mivel Gershwinnek 1924-ben még nem volt elég jártassága a hangszerelésben, így Ferde Grofé – Whiteman zenekarának zongoristája és hangszerelője - kulcsszereplője volt a rapszódia meteorszerű sikerének. Gershwin életrajzírója, Isaac Goldberg 1931-ben jegyezte fel:
„Az esemény csúcspontján Ferdie Grofé-t, aki Whiteman együttese felállására 10 nap alatt hangszerelte meg a rapszódiát, figyelmen kívül hagyták. Igaz, hogy a hangszerelés nagy részét Gershwin jelezte, viszont Grofé hozzájárulása nemcsak a műre, hanem általánosságban is kihatott a dzsesszhangszerelés jövőjére.”
Grofé ismerte Whiteman együttesének erősségét, és ez kulcsfontosságú volt az 1924-es hangszerelésben, mely szóló zongorára és a 23 tagú jazz-bandre született. A fúvósok több hangszeren is játszottak, pl. a fafúvós szekcióban Ross Gorman oboán, klarinéton, szaxofonon, szopránszaxofonon, altszaxofonon, Donald Clark szintén több szaxofonon, Hale Byers szintén több különböző hangolású szaxofonon és fuvolán is. 
A rezes szekcióban két kürt, két trombita, két szárnykürt, eufónium, két harsona, basszusharsona, tuba, emellett az ütősök között üstdob, dobfelszerelés, továbbá cseleszta, tangóharmonika is megszólalt, a zenekari két zongoraszólamot Ferde Grofé, ill. Henry Lange játszotta, volt még bendzsó is, valamint egy teljes vonós szekció.
Ez az eredeti hangszerelés az egyedi hangszeres leosztásával teljesen feledésbe merült egészen az 1980-as évekig. A premier után 1924 és 1942 között Grofé többször is áthangszerelte a darabot, mindig egyre nagyobb zenekarra. Az 1926-os, kísérő zenekarra történt hangszerelését adták ki.  Ez az adaptáció egy standard kísérő zenekari felállást tükröz. Az 1942-es Grofé hangszerelés már egy teljes szimfonikus zenekarra és szóló zongorára született, ez a verzió vált a koncertrepertoárok részévé egészen 1976-ig, amikor Michael Tilson Thomas az eredeti, jazz-bandára született verziót vette lemezre. Grofé további hangszerelési verzióihoz tartozik még az 1930-as, a King of Jazz c. filmhez készült változat, valamint egy 1938-ra elkészült, koncertzenekarra (zongora nélküli) írt változat, melyet 1942-ben adtak ki.
Gershwin maga is elkészítette saját verzióját, az egyik szóló zongorára, a másik a kétzongorás verzió, a szólózongorára írt változat a mű több részét kihagyja. Szándékában állt a saját hangszerelésének elkészítése is, ez kiadójával való 1936–37-es levelezéséből derül ki.

## A zene

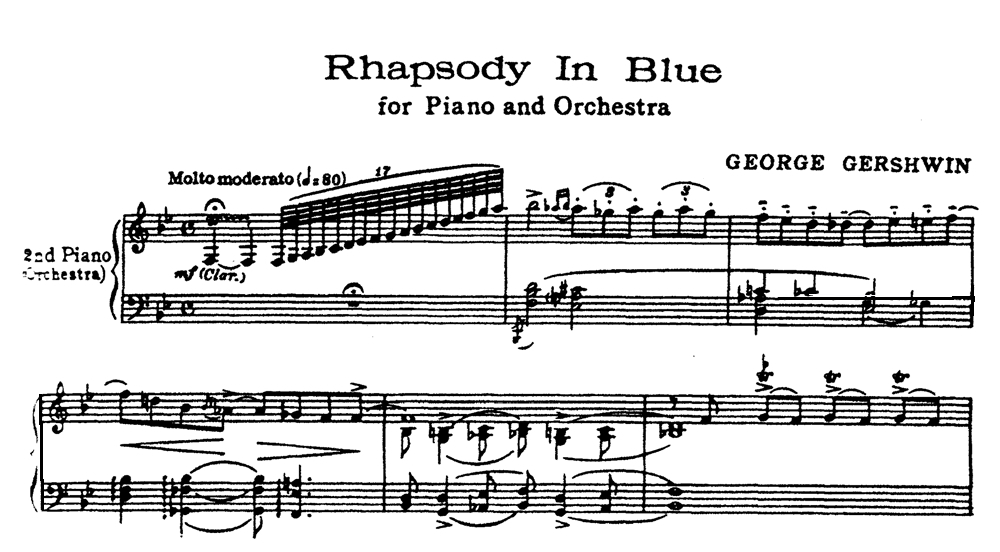
A Rhapsody in Blue kezdő motívumai egy 1930-as kottán (a híres klarinétglisszandóval)

Jazz concertónak is nevezhető, habár egy concertóban a különböző zenei jellegek az elkülönült tételekben jelennek meg, Gershwin viszont a rapszódia műfajt választotta. A rapszódiákban egyetlen tételben szólalnak meg a különböző zenei anyagok, mint itt is, a forma kötetlenebb, improvizációs jellegnek is teret hagy, bár ezek valójában a kottában pontosan rögzítve vannak. Gershwin ezzel a szabadságfokkal élt szimfonikus rapszódiájában.
Gershwin a darab indításánál mindenképpen „ütős”, hatásos megoldást akart, ami az első pillanatban felkelti a figyelmet. Ezt egy hatalmas, klarinéton megszólaló, két és fél oktávos glissandóban találta meg. 
Az ezt követő részben Gershwin „bedob” szinte minden olyan témát, amit a darab folyamán alkalmazni fog. Először a zenekar, majd a bekapcsolódó zongora szólaltatja meg e témákat, mind jellegzetes dzsesszes dallam és ritmus. Diadalmas tutti után váltakozva hol a szóló zongora viszi a szólamot, majd a zenekar váltja. Így érkezünk a második kadenciához, majd ismét megjelenik az első téma. A hangszerelés eközben rendkívül mozgalmas, hangszerek változatos sora színesíti a hangzást. A második motívumot különböző hangszerek vezetik be – tipikus dzsesszes hangzással. A darab során végig megfigyelhető a Gershwinre oly jellemző nekilódulás és megtorpanás, a forte és piano váltakozása. Egy szinkópás ritmusú dallam szólal meg a zongorán, és egy újabb zongorakadenciát hallunk. Ezt követi egy romantikus hangulatú lassú rész, amelyről azt írták a bemutató után: „Amerikaivá formált Csajkovszkij”. A hegedű rövid dallama után ismét a zongora és a zenekar kerül előtérbe. Végül a zongora kalapáló motívuma, majd újabb kadenciája után nagy fokozás következik a zongora és a zenekar közreműködésével, így érünk el a hatásos befejezéshez.
A rapszódia harmóniai struktúrájának elemzése jóval nehezebb. A darab B-dúrban indul és záródik, de a szubdomináns hangnem felé modulál elég hamar. A „lefelé” kezdődő modulációval, a B-dúrból az Esz-dúr, majd Asz-dúr, Desz-dúr, Gesz-dúr, H, E-dúr felé és végül megérkezve az A-dúrba, az egész kvintkört bejárja, de ellenkező irányba, mint az a klasszikus hangnemi rendszerben szokás. A teljes középrész elsődlegesen C-dúrban van, kitérővel a G-dúr felé (domináns hangnem). Ugyanakkor Gershwin a modulációkat szabadon lépi meg, nem akkordfűzéssel. Gershwin gyakran él ezzel az egyszerűsített hangnemváltással, a kisterccel való játékkal, azt az illúziót keltve, hogy a zenei rész másik hangnembe jutott. A moduláció során az ilyen, a tercekkel történő játék a Tin Pan Alley zenéjének összhangzattani világában gyakori volt.

## Hatása

### Kulturális korszellem

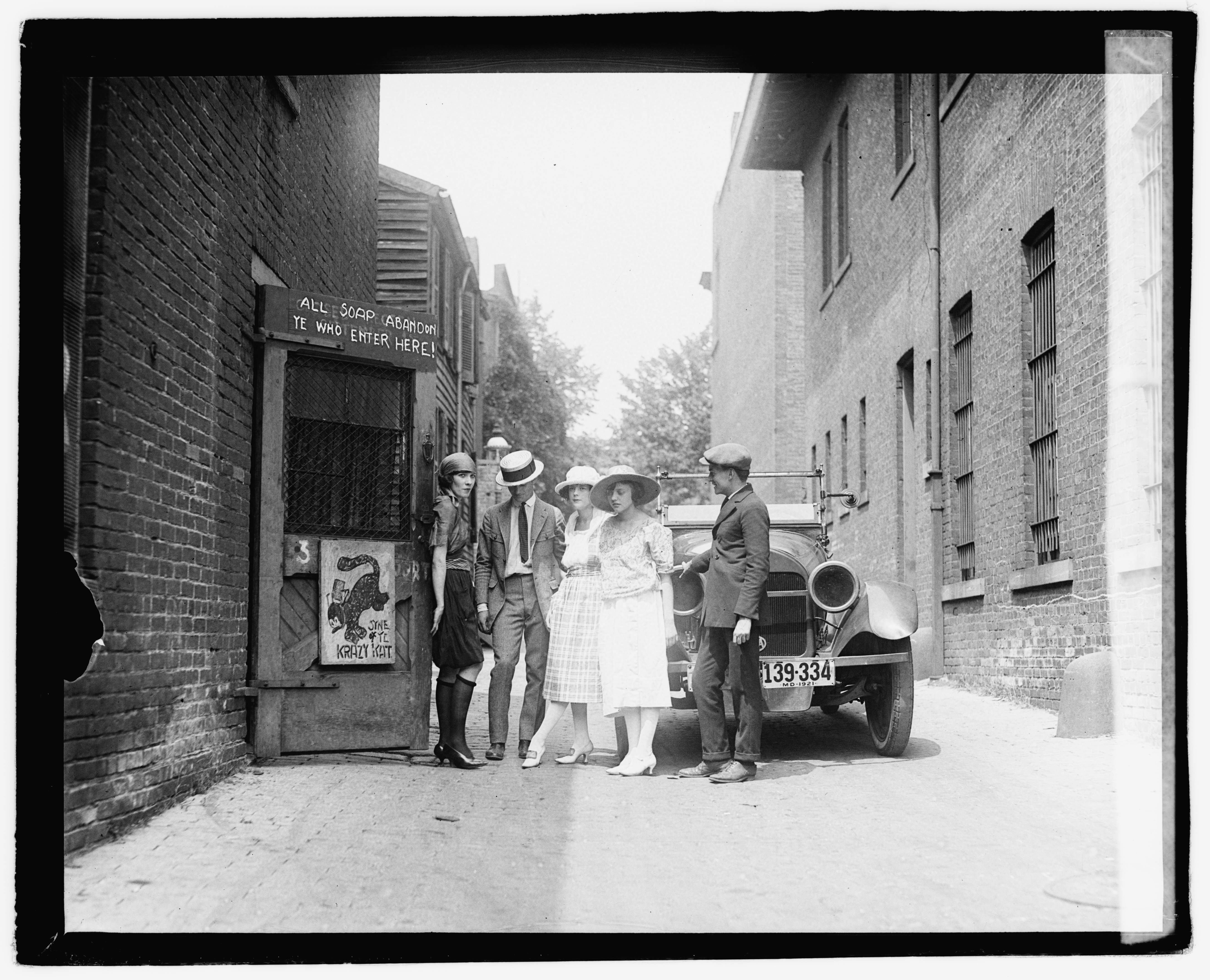
Gerswhin művére gyakran úgy utalnak, mint a dzsesszkorszak szellemét - annak flapper és speakeasy figuráival - megszólaltató műre. A képen flapperek és kísérőik várakoznak a Krazy Kat Klub, egy speakeasy nyitására 1921-ben

Orrin Howard, a Los Angeles-i Filharmonikus Zenekar kritikusa szerint „Gershwin rapszódiája kitörölhetetlenül rányomta bélyegét az amerikai zenetörténetre, a nagy zeneszerzőkre és előadókra – sokan közülük a bemutatón is jelen voltak -, valamint Gershwinre is, akit a lelkes fogadtatás még jelentősebb projektekre inspirált.
Howard rámutat, hogy a mű küldetése legjobban úgy érthető meg, ha a dzsesszkorszak kulturális életérzését meghalljuk benne:
"Kezdve az összehasonlíthatatlan, berobbanó klarinétszólóval, még most is lenyűgöző a rapszódia, a szinkópás ritmusai vibrálásával, a szemtelen érzékiségével, ami többet árul el a dübörgő ’20-as évekről, mint akár ezer szó, melodikus szépsége, a keserű, dzsesszes színek, a kis szeptimek és tercek gyökerei az afro-amerikai rabszolga énekekben rejlenek."
Habár a rapszódia „semmilyen értelemben sem határozott példája a dzsesszkorszak jazz-zenéjének”, mégis zenetörténészek a kor szellemét megtestesítő kulcskompozíciónak tartják.
F. Scott Fitzgerald már 1927-ben úgy vélte, a Rhapsody in Blue idealizálta a fiatalos korszellemet. A következő évtizedekben mind a dzsesszkorszakot, mind Fitzgeraldnak az ezzel foglalkozó irodalmi munkáit Gershwin zenéjéhez kapcsolják, regénye, A nagy Gatsby karaktere és Gershwin életútja között párhuzamot vonva, az alacsony sorból felemelkedni akaró, meteorszerű sikereket elérő, és rövid életű, a 30-as éveiben távozó figurájával.

### New York City zenei portréja

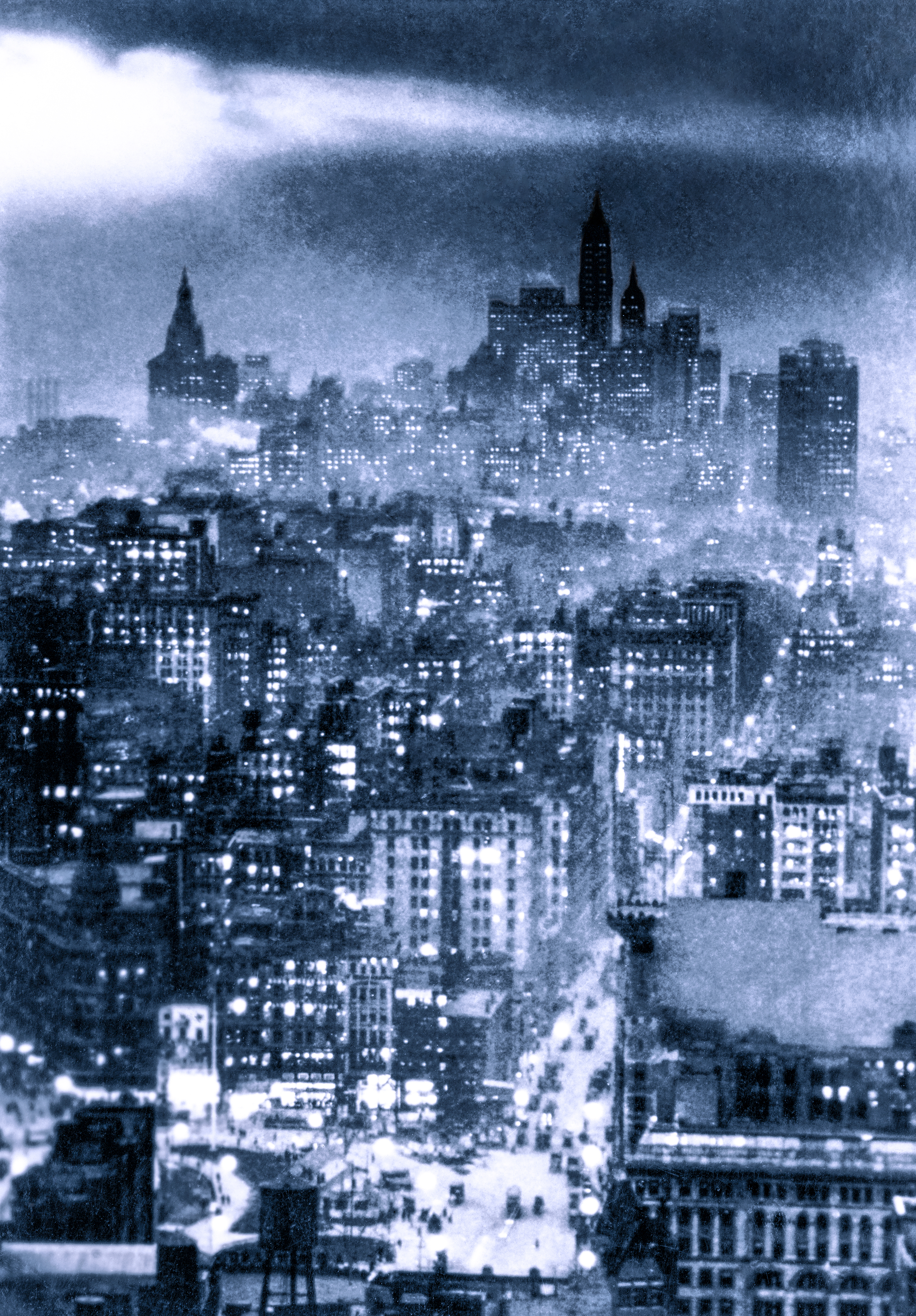
A Rhapsody in Blue, mint a dzsesszkorszakbeli New York City zenei portréja

A Rhapsody in Blue a 20. század eleji New York zenei portréjának is tekinthető. Darryn King a The Wall Street Journalban írja, Gershwin a jazz és a klasszikus hagyományok ötvözésével a dzsesszkorszak New Yorkjának, mint vibráló olvasztótégelynek az arculatát ragadja meg.
Ehhez hasonlóan Vince Giordano zenetörténész úgy véli, a „Gershwin által 1924-ben lejegyzett szinkópák, a blues-hangvétel, a ragtime- és jazz-ritmusok annak az elképesztő kornak a New York-i életérzetét fejezik ki, a város ritmusa rejlik benne.” Lang Lang zongoraművész hasonló érzésről számol be: „Ha a Rhapsody in Blue-t hallom, valahogy az Empire State Building van szemem előtt, Manhattan felhőkarcolóinak sziluettjét látom, és a Times Square kávéházait."
Ennek megfelelően Woody Allen 1979-es Manhattan c. fekete-fehér filmjének New York jellegzetes helyszíneiből összehozott nyitó montázsa alatt Gershwin rapszódiájának részei hallhatók Zubin Mehta vezényletével.
George Gershwin életéről Irving Rapper rendező fekete-fehér filmet forgatott Rhapsody in Blue címmel (magyar címe Kék rapszódia), premierje 1945-ben volt. Gershwint Robert Alda játszotta.
A Rhapsody in Blue szólalt meg az 1984-es, olimpiai játékok megnyitóján Los Angelesben, 84 zongorista játszotta szimultán, a 2008-as, 50. Grammy-díjátadón pedig Herbie Hancock és Lang Lang játszotta a darabot.
A Rhapsody in Blue előadása hangversenyeken és hangfelvételeken mintegy 17 percig tart.
United States Marine Band: 2018, július 10. 